# François-Joseph Talma
François-Joseph Talma (Parigi, 15 gennaio 1763 – Parigi, 19 ottobre 1826) è stato un attore teatrale francese, molto amato ed apprezzato sia per il talento sia per le innovazioni nello stile recitativo, tanto da fare di lui uno dei primi divi del teatro moderno.

## Infanzia e adolescenza
Talma nacque a Parigi il 15 gennaio 1763 da Michel François Joseph Talma, ex domestico poi divenuto dentista di fama, e da Anne Mignolet. Venne alla luce in Rue de Ménéstriers, una strada oggi scomparsa nel quartiere di Halles, e venne battezzato lo stesso giorno nella chiesa di Saint-Nicholas des Champs. Il mestiere del padre portò la famiglia Talma in Inghilterra quando François-Joseph era ancora bambino, per cui è difficile ricostruirne con precisione i movimenti: è comunque certo che a nove anni si trovava a Parigi con la madre dove venne messo in un collegio nei pressi della parrocchia della Rue de Chaillot. Qui avvenne il primo incontro con il teatro, il cui studio era una prassi consueta nelle accademie e nei collegi umanistici francesi.
In seguito lavorò con grandi attori, primo fra tutti Le Kain che fu suo maestro.
Avverso all'educazione di stampo religioso, a soli dodici anni lasciò il collegio e si trasferì in Inghilterra, a Londra, dove sarebbe rimasto tre anni: in questo periodo si unì a piccole compagnie londinesi con le quali recitò commedie francesi in lingua nei salotti della buona società. Nello stesso periodo conobbe ed apprezzò l'opera di William Shakespeare.
Nel 1778, a quindici anni, tornò in pianta stabile a Parigi dove frequentò il Collège Mazarin, nel quale tra l'altro insegnava colui che sarebbe divenuto il suo acerrimo critico, l'abate Geoffroy. Talma studiò la cultura classica del collegio e diventò assiduo frequentatore del Théâtre-Français, nutrendo la speranza di poter intraprendere, un giorno, il mestiere dell'attore proprio nel teatro che rappresentava un'istituzione ed un motivo d'orgoglio per la nazione.
Continuando a recitare in piccoli teatri, il 13 luglio 1786 Talma riuscì ad essere ammesso alla neonata École royale de chant et de déclamation, prima scuola di teatro alto francese, nella quale rimase fino al 30 maggio 1788 e dove ebbe per insegnanti i più bravi attori del Théâtre-Français. Talma era dotato di ottime capacità mnemoniche, simpatia dirompente, intelligenza attiva e buona oratoria: fisicamente non era molto alto ma robusto, possedeva una folta capigliatura di riccioli neri ed occhi grigio-azzurri. Il suo profilo, ingraziato dalle lunghe ciglia, rassomigliava a quello delle monete greche. Un fascino che fece di lui, in seguito, l'idolo delle donne.
Con l'ingresso alla scuola di recitazione abbandonò la carriera di dentista dopo solo un anno di pratica, con grande disappunto del padre.

## Il debutto ed il lavoro al Théâtre-Français

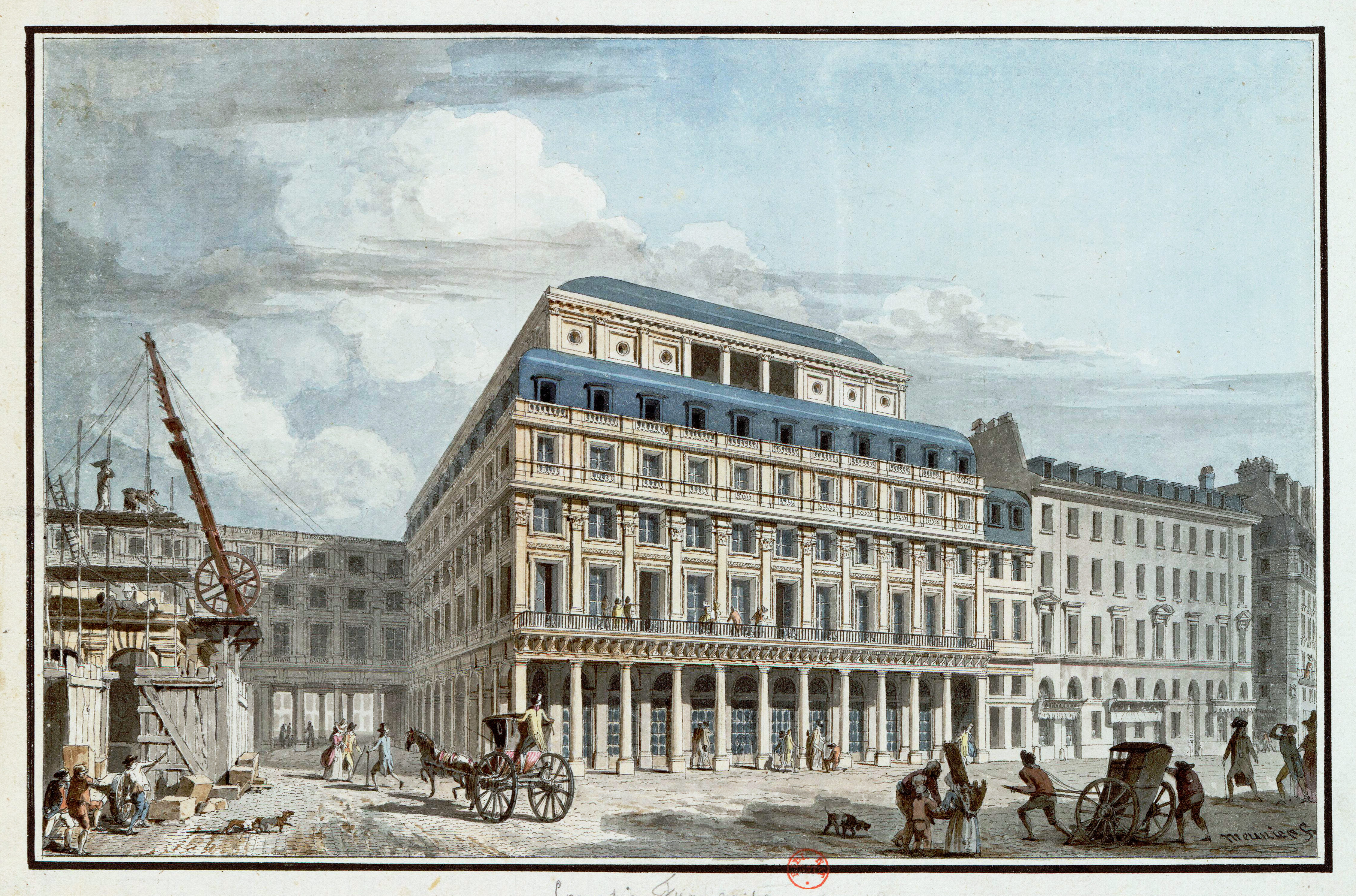
La Comédie-Française in un dipinto del XVIII secolo.

Durante l'apprendistato alla scuola di recitazione, Talma riuscì a debuttare al Théâtre il 21 novembre 1787, nel ruolo di Séide nel Mahomet di Voltaire: era la prima volta che un allievo della scuola debuttava nel teatro, e i critici accolsero la sua interpretazione favorevolmente. Il successo gli spalancò le porte della Comédie-Française (anche detta Théâtre-Français) per i ruoli di attore giovane, anche se venne relegato per lungo tempo in ruoli marginali e secondari.
Gli anni all'interno del Théâtre-Français non furono facili: di idee illuministe e liberali, Talma tentò di dichiarare le sue opinioni per un teatro libero dal sistema feudale dell'Ancien Régime e aperto alla diffusione dei Lumi e della Ragione.

## L'abbandono della Comédie-Française durante la Rivoluzione e il Direttorio

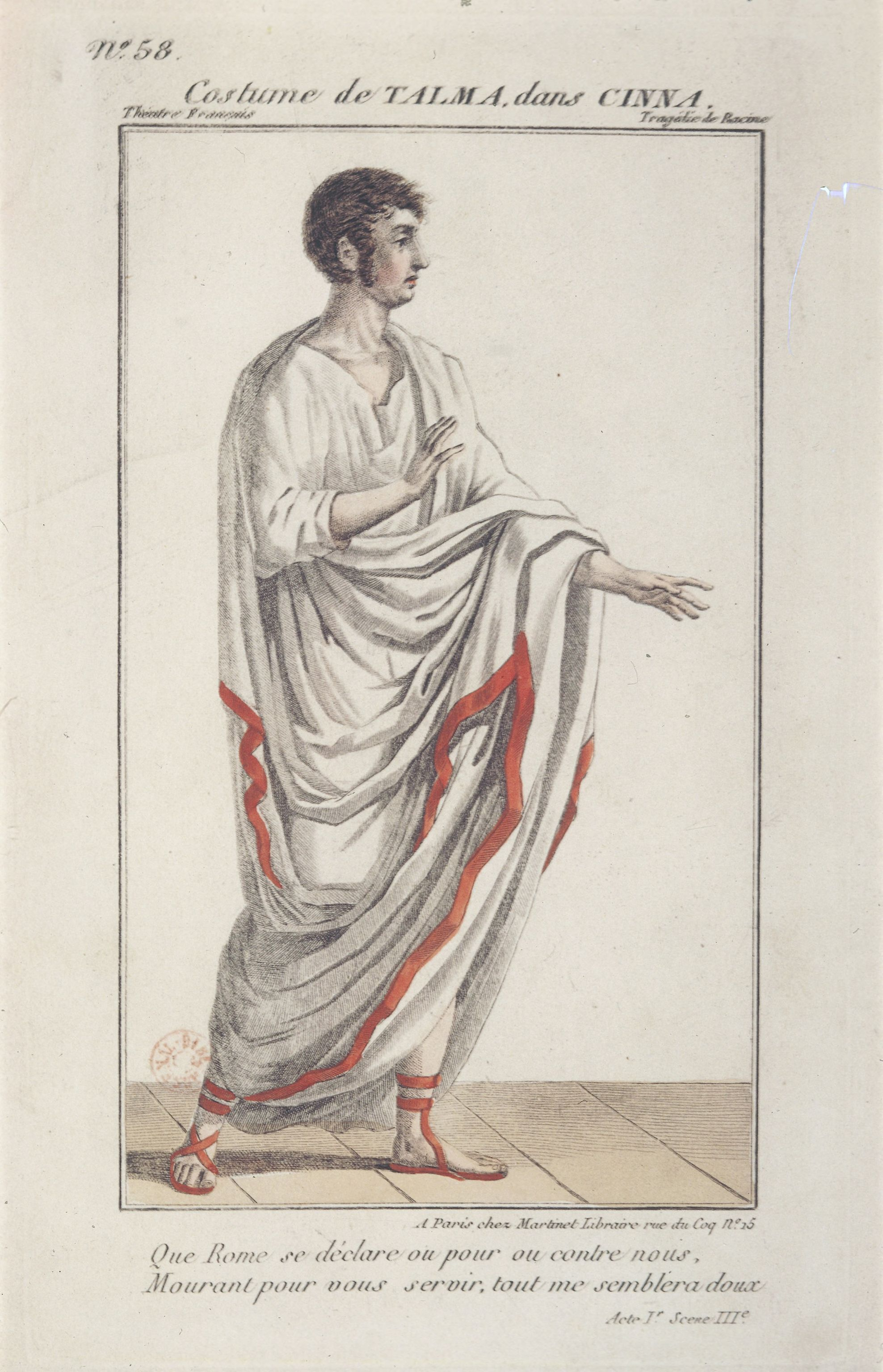
Talma nel ruolo di Cinna

Nell'ottobre del 1789, mentre la Rivoluzione francese aveva già cambiato l'assetto sociopolitico della Francia, Talma si propose al pubblico nel ruolo di Carlo IX nell'opera di Marie-Joseph Chénier Charles IX ou la Saint Barthélemy, poi ribattezzata Charles IX ou l'Ecole des Rois: per la prima volta si portava in scena una tragedia patriottica francese che ricalcava gli schemi della tragedia classica adattata ad un contenuto tratto dalla storia contemporanea. Ciò sancì la nascita, in Francia, del dramma storico e politico. Di quel ruolo Talma fece uno dei suoi cavalli di battaglia per tutta la vita: l'interpretazione di un personaggio negativo, un re che massacra il suo popolo, sconvolse l'opinione pubblica ma fece dell'attore un simbolo della Rivoluzione francese stessa.
Le innovazioni non si fermarono solo nel campo dei contenuti, ma anche a livello più strettamente drammaturgico: in linea col neoclassicismo che si respirava nell'aria, Talma ricostruì con precisione storica il costume ed il trucco in base ai ritratti di Carlo IX grazie all'aiuto dell'amico Jacques-Louis David. Anche la scenografia subì un “impoverimento” rispetto ai canoni ridondanti del teatro dell'Ancien Régime. La recitazione di Talma fu calibrata e posata, senza eccedere nelle codificazioni e tipizzazioni del teatro classico francese che per lo stile tragico richiedevano una ispirata declamazione ed una gestualità gentile ma innaturale: la semplicità nell'espressione recitativa ne fece l'attore borghese per antonomasia, simbolo di una nuova era.
La Chiesa non gradì però il Charles IX, chiedendo l'interruzione della pièce alla trentatreesima replica con enorme disappunto del pubblico e della critica rivoluzionaria.
I Comédiens du Roi presero posizioni differenti nei riguardi della rivoluzione, tanto da dividersi in due opposte fazioni: i rossi, favorevoli alla rivoluzione francese ed i neri, contrari. In seguito ai dissidi interni alla compagnia Talma approfittò degli emendamenti dell'Assemblea nazionale che istituivano la libertà dei teatri per lasciare la Comédie-Française ed installarsi nell'aprile del 1791, con un gruppo di attori della fazione dei rossi, nella nuova sala teatrale al Palais-Royal: il teatro assunse il nome di Théâtre Français de la Rue de Richelieu, mutato il 19 agosto 1792 in Théâtre de la Liberté et de l'Egalité ed ancora, il 27 settembre dello stesso anno, in Théâtre de la Republique.
Negli stessi giorni Talma sposò Julie Careau (1756-1805), già ballerina dell'Académie Royale de musique, madre di tre figli e sette anni più vecchia di lui. L'avvenimento fu importante non solo perché permise a Talma la frequentazione di nuovi salotti ed amicizie influenti, ma anche perché, in quanto attore, Talma non poteva sposarsi: prima della Rivoluzione erano infatti negati tutti i diritti civili a questa categoria.
Il Théâtre Français de la Rue de Richelieu adottò un cartellone d'avanguardia, presentando pièce di sperimentazione politica come l'Henri VIII o Calas ou l'École des juges di Chénier, il Brutus di Voltaire ed altri, indici di modernità teatrale. Tra le importanti innovazioni, rilevanti furono l'ammissione nelle donne nel parterre del teatro e l'inserimento nel programma di drammi di gusto inglese, maggiormente scespiriani. Con l'apertura del nuovo teatro Talma aveva comunque deciso una linea di condotta politica: nonostante le poche affinità con Robespierre si espresse favorevolmente nei confronti della rivoluzione. Agli stessi anni si riconduce l'amicizia di Talma con il giovane generale Napoleone Bonaparte, a cui si dice prestasse spesso dei libri.

## Il ritorno al Théâtre Français sotto Consolato ed Impero

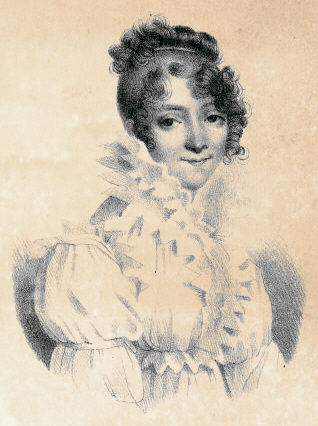
Caroline Vanhove, uno degli amori di Talma.

Nel 1793 i Comédiens du Roi, accusati di essere antirepubblicani, vennero incarcerati per essere rilasciati due anni dopo, nel 1795, alla caduta di Robespierre. Nonostante Talma tentasse di imporsi al pubblico con drammi stranieri di gusto preromantico fu costretto, per lavori di restauro e spinto dall'opinione pubblica, ad abbandonare il Théâtre de la Republique che venne chiuso e a riunirsi con i vecchi compagni nel Théâtre Français nel 1799.
Anche la sua vita privata segnò una svolta: ruppe la relazione con Julie Careau per legarsi all'attrice Caroline Vanhove, compagna di scene e collega della Comédie-Française.
Talma riuscì, nonostante le resistenze dei suoi compagni, a svincolarsi dalla tipologia di attore dell'Ancien Régime introducendo radicali cambiamenti nello stile recitativo: voce roca e dolente, demitizzazione dei ruoli tragici, scomparsa dell'elevazione del personaggio al di fuori del dramma umano, scrupolosa osservanza dei dettagli storici e depauperamento dei toni elegiaci della declamazione classica.
Dopo il 18 brumaio, a pochi giorni dall'elezione a Primo Console di Napoleone, Talma comparì in scena nei panni del protagonista nel Britannico di Racine, inno celebrativo alla figura carismatica di un imperatore.
Sotto il Consolato, il Théâtre Français tornò agli antichi splendori, centrando la propria produzione sulla tragedia: non è un caso, visto che Talma era l'attore preferito dal futuro imperatore. In suo onore si misurò nel Cinna di Corneille, in cui pubblicamente gli dimostrava la sua ammirazione.
Si misurò nuovamente in pièce classiche di gusto celebrativo ed elegiaco, senza perdere però i tratti che fecero di lui il più famoso attore dell'epoca. In questi anni ebbe anche una relazione di breve durata con Paolina Bonaparte: consumata la storia con Caroline Vanhove, successivamente si legò sentimentalmente ad una giovane donna, Madeleine-Jacqueline Bazire, con cui ebbe tre figli senza però mai sposarla.
Nel 1806 fu nominato Professore al Conservatoire national supérieur d'art dramatique, segnale di un mutato gusto nella tecnica della recitazione.

## Restaurazione e monarchia
Nonostante l'affetto che legava Talma e Napoleone, nel 1814 la Francia cambiò nuovamente assetto politico e Talma si batté per la difesa del ruolo sociale dell'attore, di nuovo denigrato dopo la parentesi rivoluzionaria. Essendo riuscito a mantenere intatta la sua popolarità al di sopra delle parti, sia per talento che per abile demagogia, egli aveva infatti la possibilità di levare la voce contro il clero e l'aristocrazia, entrambe decise a ristabilire i privilegi dell'Ancien Régime.
Nonostante fosse visto come nemico della Restaurazione, Talma si adoperò affinché agli attori fosse concesso il riconoscimento del ruolo creativo attribuito agli autori teatrali o ai pittori. I mancati riconoscimenti e l'avversione alle imposizioni clericali lo spinsero nelle file della massoneria, altro avvenimento degno di nota visto che l'accesso alle logge era garantito solo a cittadini socialmente riconosciuti che godevano di diritti civili.
Nel 1817 Talma recitò in lingua inglese al Covent Garden, riscuotendo un enorme successo: la sua fama era ormai enorme.

## Il divo ed il cambio di genere teatrale
Nel 1822 scadeva il contratto tra Talma ed il Théâtre Français che gli rifiutò l'autocandidatura per la direzione del teatro, nonostante la stampa avesse preso spesso le difese dell'attore. Talma non si scompose e, conscio del proprio valore di mercato, si impose sulle decisioni di ogni pièce da portare in scena. In quegli anni si esibì assieme all'attrice e ballerina Céline Céleste.
Con gli anni scemò anche l'impegno politico della sua attività, tanto che dalla tragedia passò a rappresentare spesso commedie, ogni volta con successo insperato. Le scelte da lui adottate, a livello non solo recitativo ma anche logistico, tramite mirate distribuzioni dei ruoli, furono sempre vincenti ed apprezzate dal pubblico che lo osannava.
Talma, comunque, intuì nuovamente i cambiamenti sociali della propria epoca passando dalla rappresentazione di classici agli interni di vita borghese, ponendosi di nuovo all'avanguardia ed adottando copioni stranieri di nuovo gusto ed impatto sugli spettatori.
Nel 1825 raccolse in un libro chiamato Quelques réflexions sur Le Kain et sur l'art dramatique le sue considerazioni sull'arte drammatica e sulla recitazione.

## Morte e mito
Talma era ammalato, ed il 19 ottobre 1826, alle ore 11:35, morì senza agonia per una occlusione intestinale: sottoposto il corpo ad autopsia, la sua malattia fu studiata e gli studi in merito pubblicati in suo nome.
Dalla salma venne estratto il cuore, conservato poi dalla Comédie-Française in una scatola. Il 21 ottobre si celebrarono i suoi funerali, senza rito religioso, seguiti da una folla immensa stimata in ottantamila persone. Il corpo è tuttora tumulato nel cimitero parigino di Père-Lachaise. A lui furono dedicate opere teatrali ed oggetti di uso quotidiano come spille, carte e scatole del sapone.